# Eufrasio di Clermont
Eufrasio (V secolo – Clermont, 515) è stato il 13º vescovo dell'Alvernia, tra il V e il VI secolo, ed è venerato come santo dalla chiesa cattolica.
Il più importante catalogo episcopale della diocesi di Clermont, o dell'Alvernia, è quello riportato da Gregorio di Tours nella sua Historia Francorum, secondo la quale Eufrasio fu il 12º successore di sant'Austremonio, evangelizzatore della regione e protovescovo della diocesi.
Secondo quanto racconta Gregorio di Tours, Eufrasio morì quattro anni dopo Clodoveo I e il suo episcopato durò 25 anni; divenne vescovo all'incirca nel 490 e morì nel 515. Secondo lo stesso autore, ospitò nella sua diocesi Quinziano di Rodez, messo in fuga dai Visigoti, il quale, dopo il vescovo Apollinare, gli succedette sulla cattedra dell'Alvernia.
Storicamente Eufrasio è documentato in due occasioni: al concilio di Agde del 506 si fece rappresentare dal presbitero Paolino; prese parte poi al concilio di Orléans del 10 luglio 511. Eufrasio fu in corrispondenza con Avito di Vienne e Ruricio di Limoges.
Una depositio beati Euphrasi episcopi è ricordata nel Martirologio geronimiano alla data del 14 gennaio. L'odierno martirologio, riformato a norma dei decreti del Concilio Vaticano II, ricorda alla stessa data il santo vescovo con queste parole: